# Вилијам Ниландер
Вилијам Ендру Мајкл Џуниор Ниландер Алтелијус (енгл. William Andrew Michael Junior Nylander Altelius —  Калгари, 1. мај 1996) професионални је шведски хокејаш на леду канадског порекла који игра на позицијама нападача, као центар и десно крило.
Члан је сениорске репрезентације Шведске за коју је на међународној сцени дебитовао на светском првенству 2017. освајањем титуле светског првака. Са по 7 погодака и асистенција Ниландер је био најбољи стрелац, а проглашен је и за најкориснијег играча тог првенства. 
Његов отац Михаел такође је био професионални хокејаш, а хокејом се бави и његов млађи брат Александар.

## Каријера
Учествовао је на улазном драфту НХЛ лиге 2014. где га је као 8. пика у првој рунди одабрала екипа Торонто мејпл лифса. За Мејпл лифсе је дебитовао на утакмици против Тампа беј лајтнингса играној 29. фебруара 2016, док је први погодак у лиги постигао у утакмици играној 5. марта против Отава сенаторса.
Пре одласка у НХЛ играо је у шведској лиги за екипе Седертаљеа и Модоа.